# Sander Westerveld
Sander Westerveld (Enschede, 23 de outubro de 1974) é um goleiro holandês.
Atuou nos clubes Twente, Vitesse Arnhem, Liverpool, Real Sociedad, Real Mallorca, Portsmouth, Everton, Sparta Roterdã e Ajax Cape Town.